# Voigtholz-Ahlemissen
Voigtholz-Ahlemissen ist eine Ortschaft in der Gemeinde Edemissen im Landkreis Peine in Niedersachsen.

## Geographie
Der Doppelort Voigtholz-Ahlemissen liegt nördlich der Kreisstadt Peine zwischen den beiden Oberzentren Hannover und Braunschweig, abseits der Hauptdurchgangsstraßen am Rande der Südheide. Durch den Ort führt keine Durchgangsstraße.

## Geschichte
Der Ort Ahlemissen wurde erstmals urkundlich im Jahre 1340 erwähnt und Voigtholz erst viel später im Jahre 1564. Die Ortsbezeichnung Voigtholz-Ahlemissen als Doppelnamen erscheint erstmals Mitte des 19. Jahrhunderts. Eine genaue Kenntnis darüber, warum die beiden Einzelorte in der Folgezeit stets als Doppelort genannt werden, besteht nicht. Auch warum der jüngere Ortsteil vor dem älteren genannt wird, ist nicht bekannt. Von 1532 bis 1885 gehörte der Ort zur Gografschaft Edemissen im Amt Meinersen. Im Jahr 1885 wurde er in den Landkreis Peine eingegliedert.
1965 erfolgte der Zusammenschluss der selbständigen Gemeinden Edemissen, Alvesse, Blumenhagen, Mödesse, Voigtholz-Ahlemissen und seit 1971 auch Oedesse zur Samtgemeinde Edemissen. Im Zuge der Gebietsreform in Niedersachsen kam es am 1. März 1974 zur Bildung der Einheitsgemeinde Edemissen aus den Ortschaften der Samtgemeinde Edemissen und weiteren acht selbständigen Gemeinden.

### Einwohnerentwicklung
| Jahr               | Einwohner |
| ------------------ | --------- |
| 1821               | 105       |
| 1848               | 120       |
| 1. Dezember 1871 ¹ | 117       |
| 1. Dezember 1885 ¹ | 127       |
| 1. Dezember 1905 ¹ | 140       |
| 16. Juni 1925 ¹    | 139       |
| 16. Juni 1933 ¹    | 137       |
| 17. Mai 1939 ¹     | 143       |
| 31. Dezember 1945  | -         |
| 29. Oktober 1946 ¹ | 285       |

| Jahr                 | Einwohner |
| -------------------- | --------- |
| 13. September 1950 ¹ | 269       |
| 6. Juni 1961 ¹       | 157       |
| 1. März 1964         | 161       |
| 27. Mai 1970 ¹       | 157       |

¹ Volkszählungsergebnis

## Religion
Die protestantische Glaubensrichtung festigte sich schon im frühen 16. Jahrhundert. Die Ortschaft Voigtholz-Ahlemissen gehört zum Kirchspiel der Martin-Luther-Kirchengemeinde Edemissen im Kirchenkreis Peine. Die private Malerhof-Kapelle ist eine von den fünf Kapellen im Kirchspiel Edemissen. Erst später erhielt sie den Namen „Lukas-Kapelle“.

## Politik

### Ortsrat
Der Ortsrat, der die Ortsteile Voigtholz-Ahlemissen, Rietze und Alvesse vertritt, setzt sich aus sieben Mitgliedern zusammen. Die Ratsmitglieder werden durch eine Kommunalwahl für jeweils fünf Jahre gewählt.
Bei der Kommunalwahl 2021 ergab sich folgende Sitzverteilung:
| Ortsrat 2021Insgesamt 7 Sitze - FW-PB: 2 - CDU: 5 |

### Ortsbürgermeister
Ortsbürgermeister ist Günther Krille (CDU)

### Wappen
Im gold-blau geteilten Wappen schreitet oben der rot bewehrte blaue Lüneburgische Löwe als Erinnerung an die frühere Welfenherrschaft. Zwei silberne Wagenräder auf grünem Hügel rollen durch das untere, blaue Feld des geteilten Schildes als Symbol der landwirtschaftlichen Prägung.

## Kultur und Sehenswürdigkeiten
Eine Besonderheit in der Region ist die „Malerhof-Kapelle“. Der Kunstmaler Hans Nowak (1922–1996) erbaute sie im Jahre 1979 für einen Freund, der einen besonderen Ort für seine Trauung suchte. Diese Kapelle ist heute eine private Kapelle, in der sich auch eine großformatige Kopie des Wandgemäldes „Das Abendmahl“ von Leonardo da Vinci befindet.

## Wirtschaft und Infrastruktur

### Bildung
Neben Kindergärten sind heute in Edemissen Grundschule (in drei Ortsteilen auch Verlässliche Grundschulen), Hauptschule und Realschule eingerichtet. Weiterführende Schulen wie Gymnasium und Berufsbildende Schule befinden sich in der Kreisstadt Peine.

### Verkehr
Es besteht eine Busverbindung des öffentlichen Nahverkehrs nach Edemissen und Peine. Anschlüsse an die Bundesautobahn 2 bilden die Anschlussstellen Peine, Watenbüttel-Braunschweig und Hämelerwald. Die nächstgelegenen Personenbahnhöfe befinden sich in Peine, Dedenhausen und Hämelerwald.

## Persönlichkeiten
Hans Nowak
Der Kunstmaler Hans Nowak (* 15. Mai 1922 in Halle (Saale), † 15. Juli 1996 in Voigtholz-Ahlemissen) kam Anfang der 1960er Jahre in den Peiner Raum. Er lebte zunächst im Dorf Mödesse und siedelte 1962 nach Voigtholz. Hier ließ Nowak auf dem „Upmann’schen Hof“ eine Scheune ausbauen und nutzte den Kuhstall als Galerie.
Kaum dort eingerichtet und eingelebt bereitete Nowak einen Coup, eine „Eulenspiegelei“, in der Kunstgeschichte vor. Ein von ihm im Jahre 1968, im Stil des französischen Impressionisten Claude Monet (1840–1926) gemaltes Gemälde, wurde von Kunstexperten für echt befunden und dem französischen Künstler zugeschrieben. Diese Kunstgeschichte ging um die ganze Welt und machte Nowak über Nacht weltbekannt. Eines hatte er aber nicht geschafft – die alte wiederentdeckte und von ihm verfeinerte Maltechnik wurde von den „Kunstexperten“ ignoriert.